# Фонд поддержки детей, находящихся в трудной жизненной ситуации
Фонд поддержки детей, находящихся в трудной жизненной ситуации — российский  фонд, учреждённый Министерством здравоохранения и социального развития Российской Федерации. 
Фонд создан в соответствии с Указом Президента РФ В. В. Путина 26 марта 2008 года «О создании Фонда поддержки детей, находящихся в трудной жизненной ситуации».
Председателем Правления фонда с июня 2008 года является Марина Гордеева. Председателем попечительского совета Фонда Котяков Антон Олегович.
16 октября 2008 года состоялось первое заседание Попечительского Совета Фонда.
Высшим руководящим органом Фонда является попечительский совет. Оперативное управление деятельностью Фонда осуществляет правление Фонда.
В декабре 2008 года Фонд объявил о начале конкурсного отбора проектов, направленных на развитие лучших практик работы с детьми и семьями с детьми, находящимися в трудной жизненной ситуации.
Деятельность Фонда направлена на создание нового механизма управления в социальной сфере, позволяющего в условиях разделения полномочий между федеральным центром и субъектами Российской Федерации серьезно сократить распространенность социального неблагополучия детей и семей с детьми, стимулировать развитие эффективных форм и методов работы с нуждающимися в помощи семьями и детьми.

## Приоритетные направления деятельности фонда
- профилактика семейного неблагополучия и социального сиротства детей, восстановление благоприятной для воспитания ребенка семейной среды, семейное устройство детей-сирот и детей, оставшихся без попечения родителей;
- социальная поддержка семей с детьми-инвалидами для обеспечения максимально возможного развития таких детей в условиях семейного воспитания, их социализации, подготовки к самостоятельной жизни и интеграции в общество;
- социальная реабилитация детей, находящихся в конфликте с законом (совершивших правонарушения и преступления, осужденных за совершенные преступления, в том числе условно осужденных, закончивших отбывать наказание), профилактика безнадзорности и беспризорности детей, преступности несовершеннолетних, в том числе рецидивной.

Основной формой деятельности Фонда является  софинансирование программ субъектов Российской Федерации, а также проектов муниципальных образований, государственных и муниципальных учреждений, российских некоммерческих организаций, направленных на решение проблем детского неблагополучия.